# Калам, Александр
Алекса́ндр Кала́м, Калям (фр. Alexandre Calame, 28 мая 1810, Веве, кантон Во, Швейцария — 19 марта 1864, Ментона, департамент Приморские Альпы, Вторая Французская империя) — швейцарский живописец и график, один из наиболее популярных пейзажистов позднего романтизма середины XIX века. Кавалер ордена Почётного легиона (1842), почётный вольный общник Императорской Академии художеств в Санкт-Петербурге (с 1845).

## Жизнь и творчество
Александр Калам родился в семье резчика по мрамору. После ранней смерти отца был вынужден заботиться о семье и с пятнадцати лет работал служащим в банке. Рисовать начал ещё в юности, преимущественно пейзажи Швейцарии. В свободное время он начал практиковаться в рисовании небольших видов Швейцарии. В 1829 году он встретил своего покровителя, банкира Диодати, который дал ему возможность учиться у пейзажиста Франсуа Диде. Через несколько месяцев обучения Калам решился посвятить свою жизнь исключительно искусству.
С 1835 года он выставлял свои швейцарские альпийские и лесные пейзажи в галереях Парижа и Берлина. Они быстро завоевали признание, особенно в Германии. В 1842 году он отправился в Париж где показал пять своих картин: «Монблан», «Юнгфрау», «Бриенцкое озеро», «Монте Роза» и «Монт Сервен». В 1843 году его жена Амели, дочь женевского художника и учителя музыки Жана-Батиста Мюнцбергера (1794—1878), родила в Женеве сына Артура (1843-?), который также стал живописцем-пейзажистом.
В 1844 году Калам совершил путешествие по Италии, посетил Рим и Неаполь, а также руины Пестума, где делал зарисовки и написал несколько картин. Путевые зарисовки теперь хранятся в муниципальном музее Лейпцига. Несмотря на то, что Калам был весьма успешен в передаче южной природы, главной его темой по-прежнему оставался горный ландшафт — альпийские пейзажи Швейцарии. Он создавал грандиозные горные панорамы со снежными вершинами и ледниками, бурными горными потоками, разрушенными бурей деревьями. Эти пейзажи оказали заметное влияние на развитие живописи периода романтизма, причём не только западноевропейского. Русский живописец И. И. Шишкин специально ездил в Женеву, чтобы ознакомиться с пейзажами Калама.
Одна из самых известных работ художника — изображение четырёх времён года и времени суток в четырёх пейзажах, где весеннее утро представляет южный пейзаж, летний полдень — северный равнинный пейзаж, а осенний вечер и зимнюю ночь — горные пейзажи. Калам стал ещё более популярен благодаря малым произведениям: литографиям и офортам, а именно восемнадцати видам Лаутербруннена и Мейрингена и двадцати четырём листам альпийских перевалов, которые были широко распространены во Франции, Англии и Германии и до сих пор используются в качестве образцов для проведения уроков рисования.
В 1847 году Александр Калам был принят в качестве ассоциированного члена Королевской академии наук, литературы и изящных искусств Бельгии. С 1850 по 1851 год он был членом Королевской Нидерландской академии наук.
Среди многих учеников Александра Калама был Арнольд Бёклин. Под его руководством работали К. Л. Майбах, Этьен Дюваль.
В Моршахе (Швейцария) над озером Ури установлен мемориальный камень в память об Александре Каламе, который часто в этом месте писал свои пейзажи. 3 апреля 1880 года в Женеве трудами жены художника Амели был открыт памятник Каламу.

## Галерея

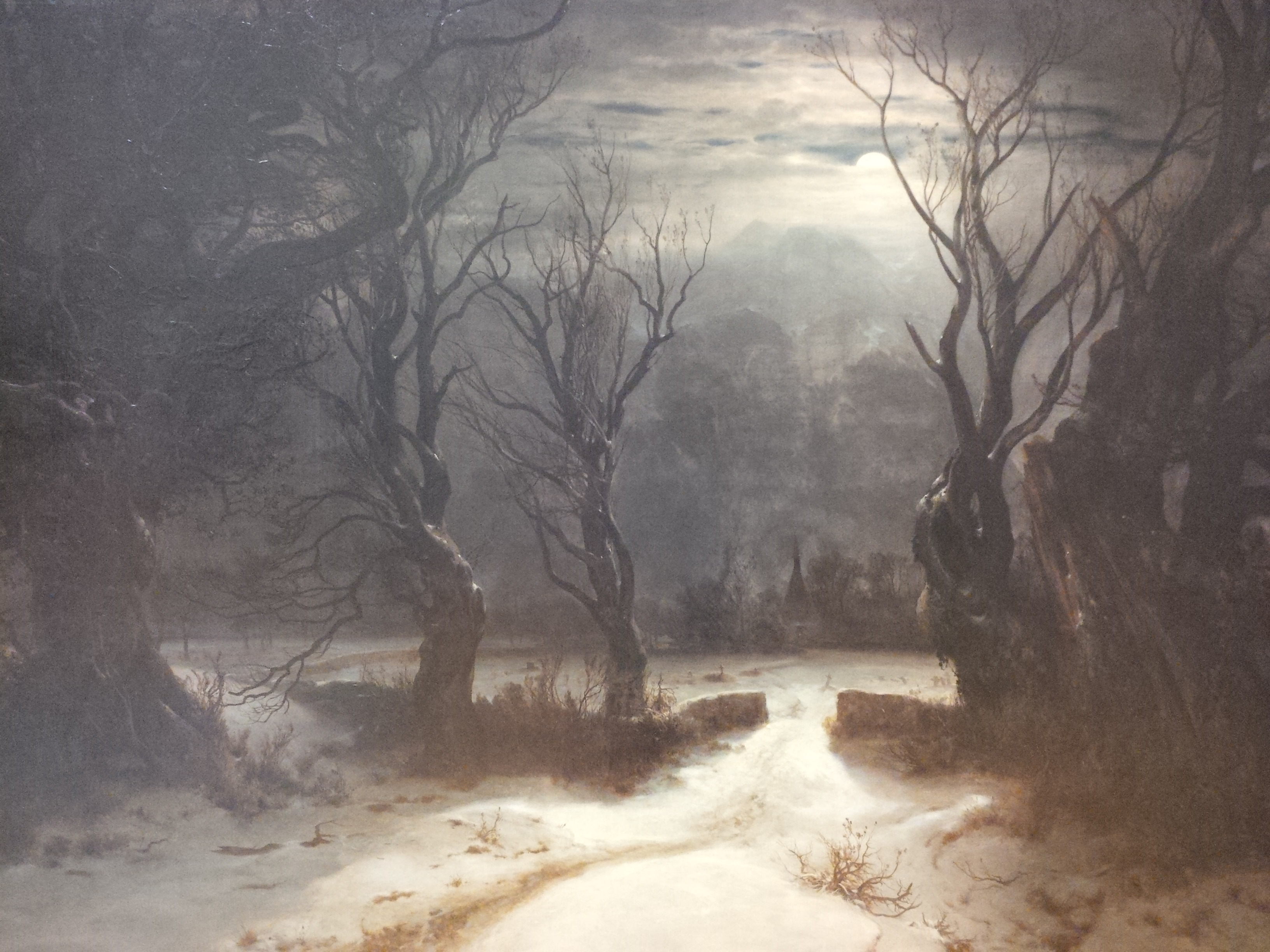
Зима. 1853. Из цикла «Четыре времени года». Холст, масло. Музей искусства и истории, Женева
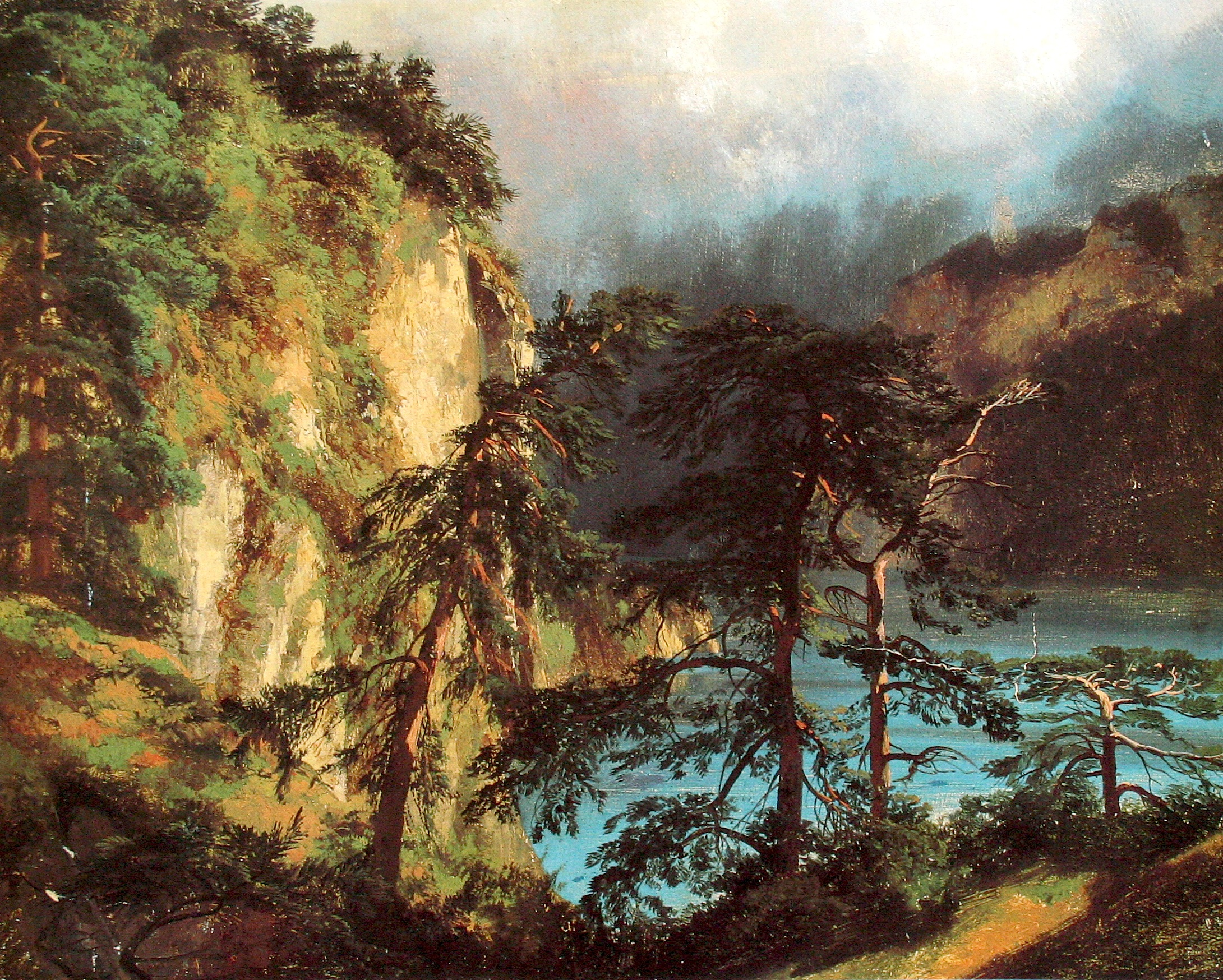
Вид на озеро Урнерзее. 1870. Частное собрание
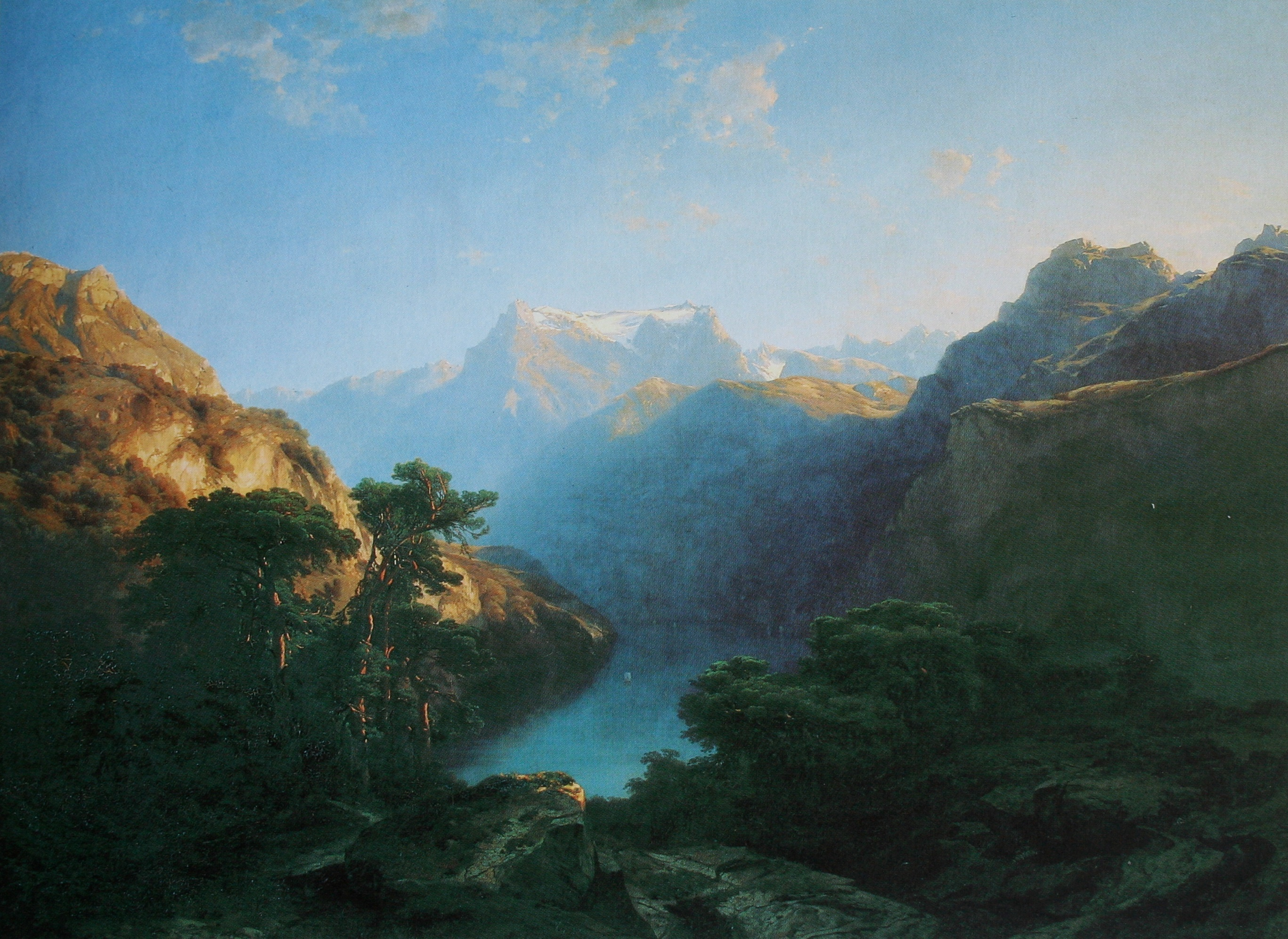
У озера Ури. 1849. Холст, масло. Художественный музей, Базель
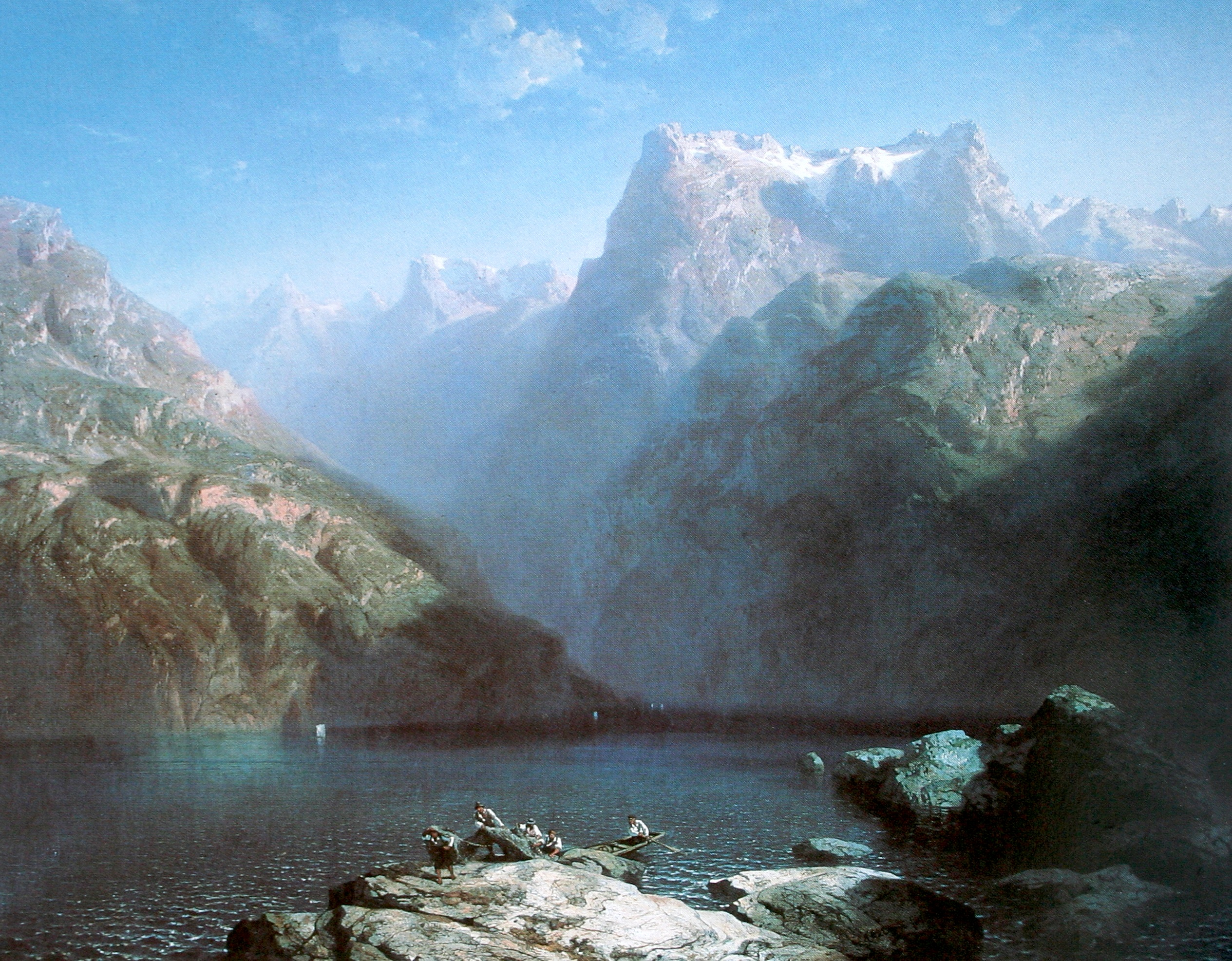
Фирвальдштеттское озеро (Симфония в голубом). 1855. Частное собрание
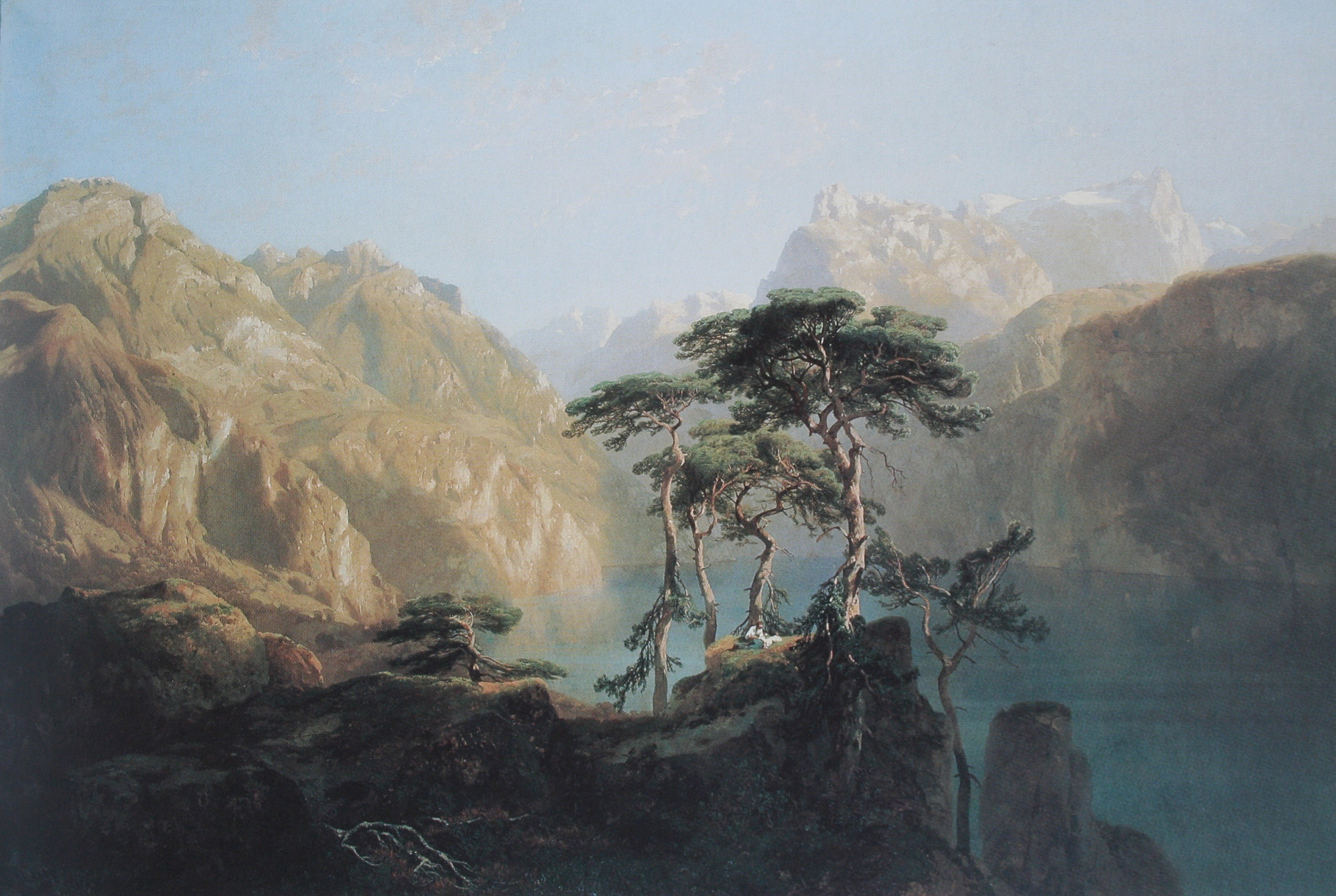
Вид на озеро четырёх кантонов. 1851. Холст, масло. Музей истории и искусства, Невшатель
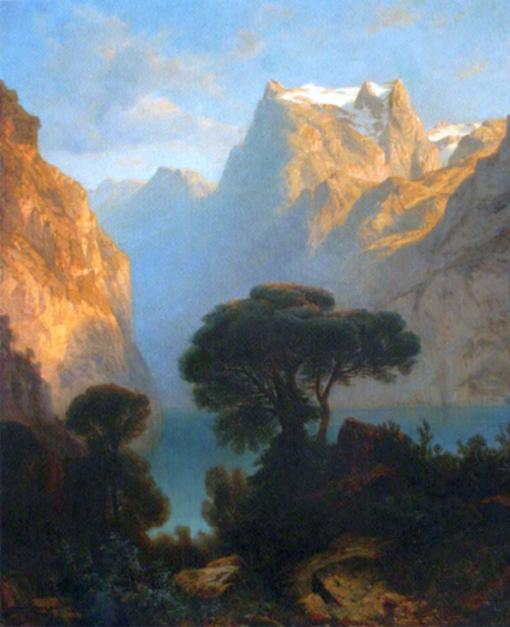
Озеро четырёх кантонов. Ок. 1850. Холст, масло. Национальный музей, Варшава
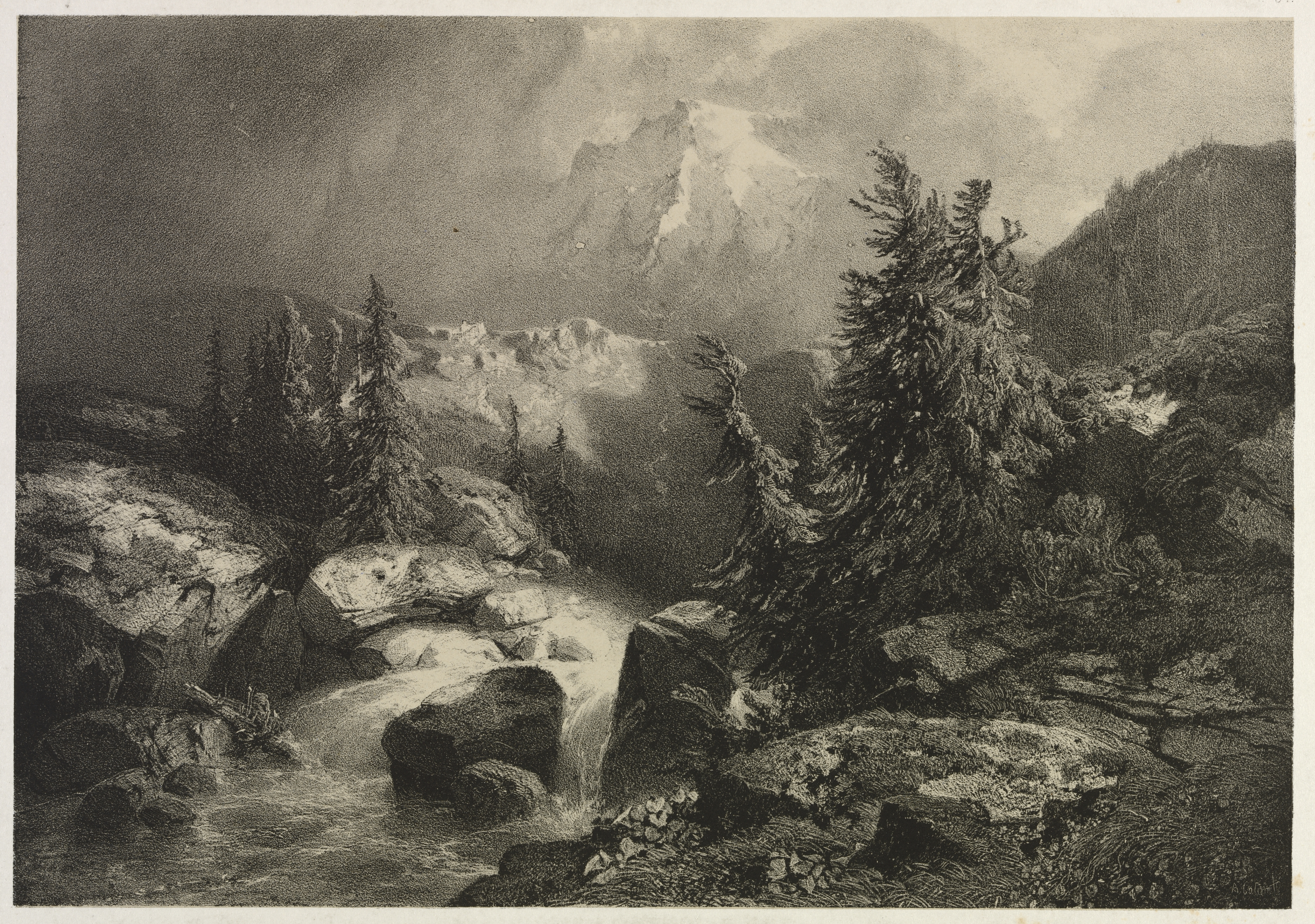
Буря в Альпах. Литография
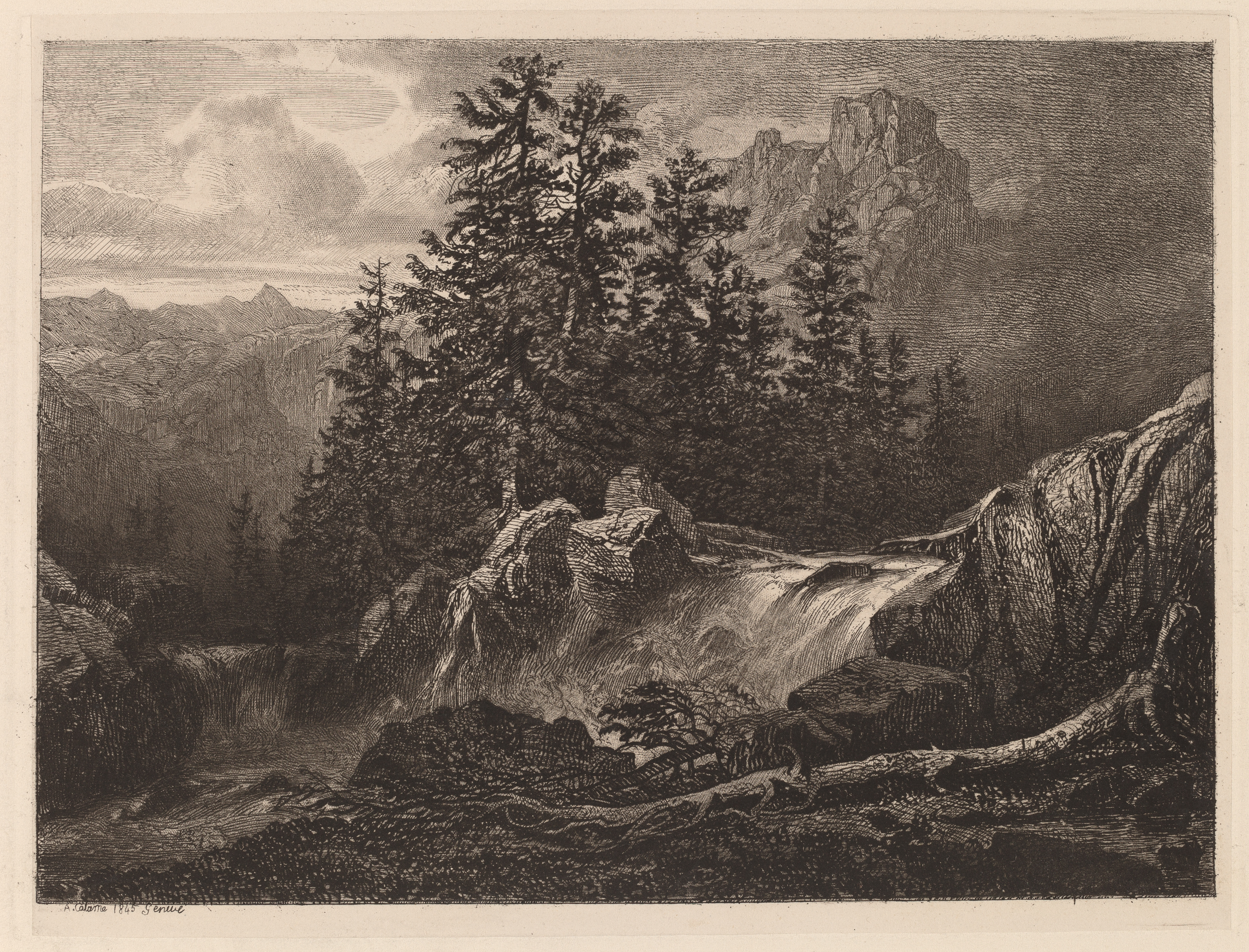
Горный водопад. 1845. Офорт
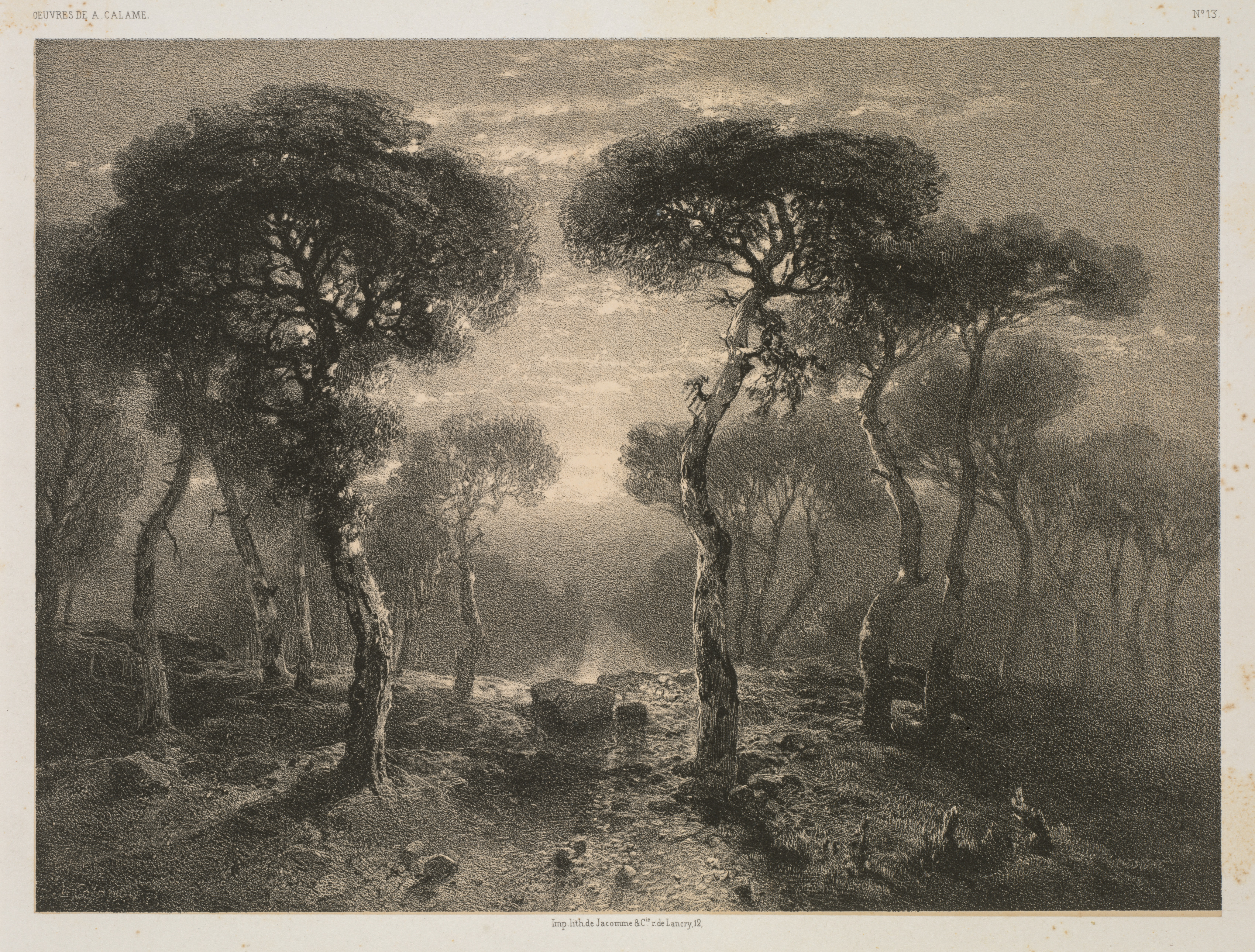
Лес Сьерра в Вале. Офорт